# Bresson
Bresson is een gemeente in het Franse departement Isère (regio Auvergne-Rhône-Alpes) en telt 705 inwoners (2005). De plaats maakt deel uit van het arrondissement Grenoble.

## Geografie
De oppervlakte van Bresson bedraagt 2,8 km², de bevolkingsdichtheid is 251,8 inwoners per km².
De onderstaande kaart toont de ligging van Bresson met de belangrijkste infrastructuur en aangrenzende gemeenten.

## Demografie
Onderstaande figuur toont het verloop van het inwonertal (bron: INSEE-tellingen).